# Villa Castelli
Villa Castelli è un comune italiano di 8 968 abitanti della provincia di Brindisi in Puglia.
Il suo territorio corrisponde alla parte sud-occidentale dell'altopiano delle Murge al confine tra il Salento e la valle d'Itria. È parte della Murgia dei trulli, del parco naturale Terra delle Gravine, dell'arco ionico tarantino e della soglia messapica.

## Geografia fisica

### Territorio

vista di Villa Castelli

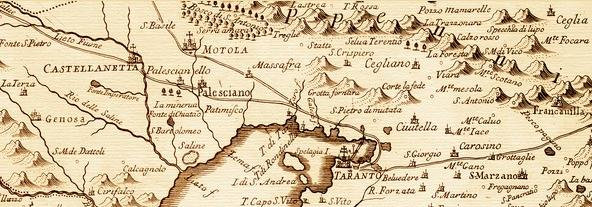
Murgia meridionale

Il territorio comunale si estende per 34,58 km² nella la parte sud-occidentale dell'altopiano delle Murge, tra la valle d'Itria e il Salento, in una zona collinare al confine con la pianura salentina.
Il comune si trova a 30 km da Taranto a circa 45 km da Brindisi; confina con l'Isola amministrativa della città di Taranto 1 E (distanza 3 km), Grottaglie (distanza 5 km), Ceglie Messapica (8 km), Francavilla Fontana (12 km) e Martina Franca (16 km).

#### Orografia
Buona parte del centro abitato è sito in area collinare e poggia su un orlo di scarpata, tra i colli Fellone, Scotano e Castello, che costituiscono l'85% del territorio.
I colli fanno parte dell'altopiano delle Murge e come questo formati da calcare di Altamura alternato a limitate formazioni di calcari dolomitici e di depositi di sabbie calcaree poco cementate, per lo più nelle zone discendenti.
Le frazioni situate in zona pianeggiante sono San Barbato Lamie e Pezza delle Monache Centrale, nelle immediate vicinanze di Grottaglie, e coprono il 15% del territorio comunale.
- Classificazione sismica:[4] zona 4 (sismicità irrilevante), Ordinanza PCM n. 3274 del 20/03/2003

#### Speleologia
Sono presenti alcune grotte naturali: la grotta di Montescotano, la grotta di Facciasquata, le grotte di Barcari e di Malecantone, la grotta Cuoco, la grotta Monte Fellone abitata dal Neolitico al III secolo e la grotta del Sacramento..
Nella grotta di Montescotano furono rinvenute numerose lucerne di età romana, che hanno fatto supporre la presenza di rituali religiosi tra il III e il II secolo a.C.

#### Idrografia
Il corso d'acqua più importante nasce dalla sorgente sita in contrada Antoglia, nell'agro di Villa Castelli, detta Fonte Strabone, ma nota nella documentazione antica come Fonte dei Grani. La sorgente dà origine al Canale Reale che sgorga a nord della chiesa di Santa Maria dei Grani, nel territorio di Francavilla Fontana e dopo un percorso di quasi 40 km attraverso i territori dei comuni di Oria, Latiano, San Vito dei Normanni e Carovigno sfocia nell'oasi di Torre Guaceto.

### Biohabitat
La gravina, facente parte del parco naturale regionale Terra delle Gravine, costituisce il giardino botanico comunale, ricco di macchia mediterranea e di altre piante endogene.

### Clima
Il clima del territorio comunale è, come per il resto dell'arco ionico-tarantino e delle Murge, tipicamente mediterraneo, con inverni miti ed estati temperate. Nel mese di gennaio si registrano minimi negativi e nevicate. 
- Classificazione climatica:[12] zona C, 1286 GG

Nella tabella sottostante sono riportati i valori medi che si registrano a Villa Castelli.
| Mese                           | Gen  | Feb  | Mar  | Apr  | Mag  | Giu  | Lug  | Ago  | Set  | Ott  | Nov  | Dic  | Anno |
| ------------------------------ | ---- | ---- | ---- | ---- | ---- | ---- | ---- | ---- | ---- | ---- | ---- | ---- | ---- |
| Temperatura massima media (°C) | 11,8 | 12,8 | 14,9 | 18,3 | 23,1 | 27,5 | 30,4 | 30,5 | 26,5 | 21,4 | 16,8 | 13,4 | 20,6 |
| Temperatura minima media (°C)  | 4,6  | 4,9  | 6,5  | 8,7  | 12,5 | 16,4 | 19,0 | 19,2 | 16,5 | 12,8 | 9,0  | 6,2  | 11,4 |
| Piogge (mm)                    | 59   | 58   | 54   | 36   | 33   | 23   | 22   | 23   | 37   | 73   | 73   | 63   | 554  |
| Umidità media (%)              | 77,8 | 76,6 | 75,4 | 72,9 | 70,2 | 65,7 | 61,8 | 63,6 | 70,0 | 76,0 | 78,9 | 78,9 | 72,3 |

## Origini del nome
il toponimo Castellum Caeje è documentato dall'XI secolo come territorio confinante con Ostuni, comprensivo di Ceglie Messapica e di gran parte di Villa Castelli. Pertanto la storia del centro dalla sua origine ascrivibile al sito di Pezza Petrosa, sino all'alto Medioevo segue le vicende e ricade sotto al dominio di Ceglie. Nel XIV secolo la presenza di strutture di fortificate giustifica la qualifica di Castellum. Dal XVII secolo emerge nelle fonti il toponimo Monte Castelli e nel XVIII secolo li Castelli, a cui è aggiunto Villa, nel senso di borgo, già prima dell'indipendenza da Francavilla Fontana della quale era frazione.

## Storia

### Origini

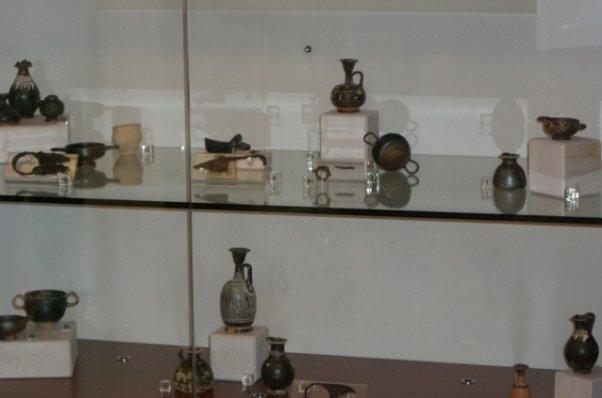
Ceramiche risalenti al IV secolo a.C. rinvenute presso il sito archeologico di Pezza Petrosa e conservate presso il museo archeologico comunale

Sulle origini della presenza umana era stato teorizzato uno stanziamento nel territorio di gruppi di Arii e di Liguri. Per la preistoria sono stati accertati almeno tre nuclei insediativi nel territorio, uno a Monte Scotano, un altro a Monte Fellone e un ultimo, più noto, a Pezza Petrosa. Nel caso di Monte Fellone, l'allevamento di cavalli risale al neolitico, fenomeno alquanto raro per il Sud Italia e quasi unico in Puglia.. Il territorio presenta, inoltre, numerose specchie, in corrispondenza di confini tra i territori messapi e tarantini.
Il sito sorge al confine tra gli antichi territori di Taranto e Ceglie Messapica, vista la presenza di ceramiche messapiche e del luogo di culto del Montescotano, si può affermare con certezza che il sito fu fondato dai cegliesi di Kailia e solo in una fase anteriore al 413 a.C. fu conquistato dai Tarantini.
Lungo l'antica via che collegava Taras a Kailia sorgevano difatti vari luoghi di culto, Monte Vicoli, Abate Nicola, Facciasquata, Monte Scotano, in questo contesto il sito di Pezza Petrosa era parte fondamentale del sistema difensivo di Ceglie.
Il sito archeologico più studiato del territorio comunale è sito in località Pezza Petrosa dove è stata rinvenuta una necropoli, costituita da oltre trenta tombe, datata al IV-III secolo a.C., con corredi funerari costituiti da reperti di ceramica decorata, statuette della dea dell'agricoltura Demetra, oggetti in bronzo, attualmente depositati in parte presso il Museo nazionale archeologico di Taranto ed in parte presso il museo civico comunale. Gli scavi hanno identificato nei pressi del sito, resti di un abitato, con possibili tracce di mura difensive in blocchi, datati a dopo la metà del IV secolo a.C. L'abitato fortificato potrebbe riferirsi ad un villaggio dei Messapi divenuto dopo la conquista da parte di Taranto un phrourion, avamposto militare, del sistema difensivo tarantino. 
In passato era stata ipotizzata un'identificazione dei resti archeologici con la città di Rudiae patria di Quinto Ennio. Pochi metri a nord della necropoli, sono state rinvenute tracce di una cisterna di età altomedievale.

### Medioevo

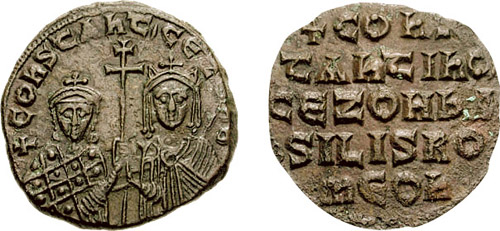
Moneta medievale (X secolo) raffigurante Costantino VII Porfirogenito

Torre Antoglia.

Nel corso del Medioevo il fortilizio, presso il quale sorgeva un piccolo casale, si trovava al limite tra i territori longobardi e bizantini, costantemente in conflitto tra loro, ed apparteneva alla gualda del feudo di Oria.
Nel 1055 Oria fu conquistata dai Normanni guidati dal conte Umfredo d'Altavilla ed il territorio dell'attuale Villa Castelli entrò a far parte della signoria normanna del principato di Taranto.
La presenza di opere di fortificazione nel territorio dell'attuale Villa Castelli, costruite o divenute rilevanti solo a partire dal periodo angioino e dal aragonese, spiega la qualifica di Castella. A sud di Monte Castello sorgeva il casale di S. Maria dei Grani, dove successivamente si edifica la chiesa di Santa Maria dei Grani. Il casale era tenuto durante il regno di Federico II a contribuire alla manutenzione del castello di Oria.
Nel XIV secolo il tessuto urbano dell'odierna Villa Castelli era segmentato in piccoli nuclei insediativi tra i quali Montescotano e Montefellone (ricadenti in feudo di Ceglie) il casale che sorgeva attorno alla Torre degli Antoglietta (feudo di Francavilla) il nucleo di Castelli (spartito tra il feudo di Fracavilla e quello di Ceglie).

### Età moderna

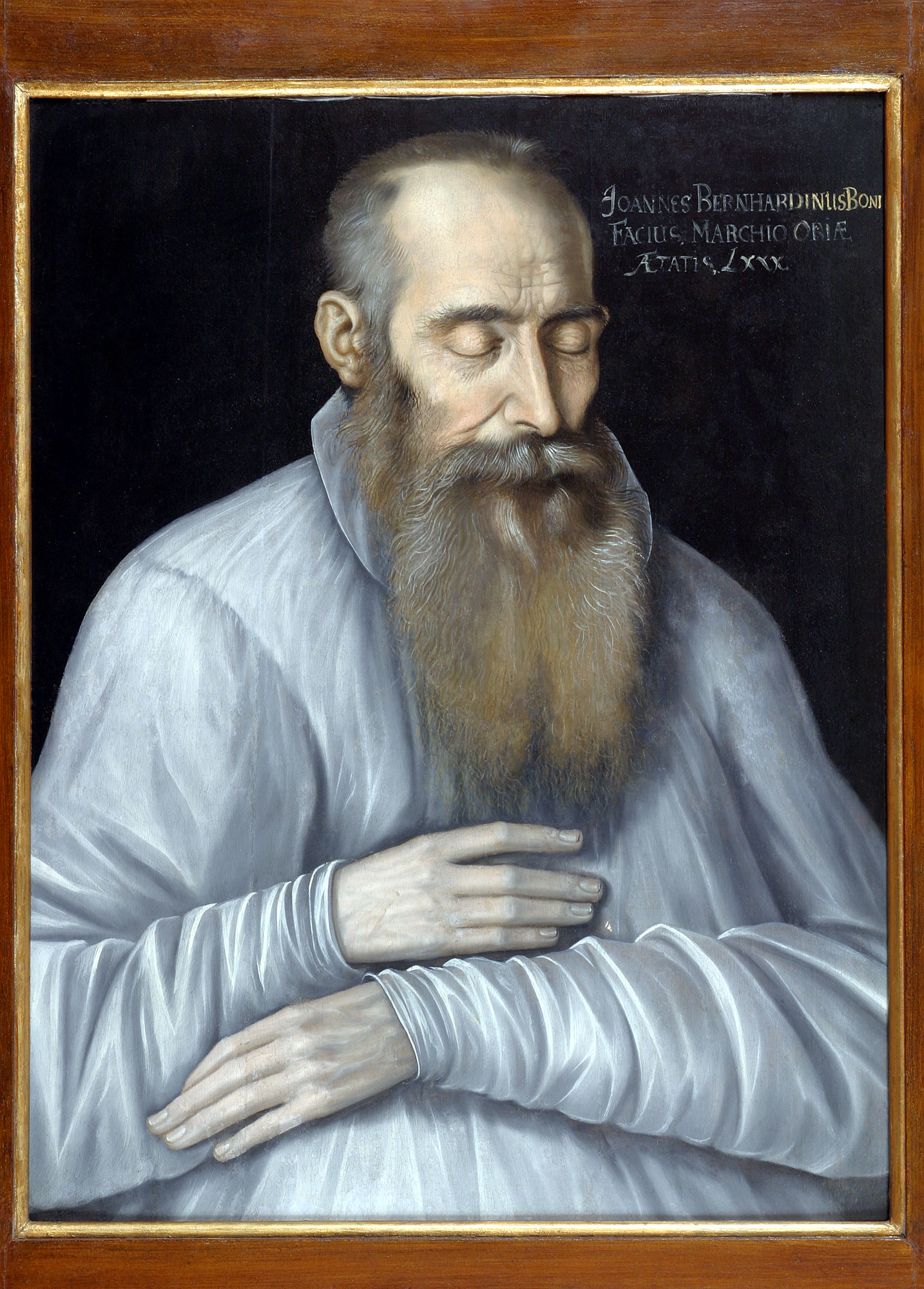
Ritratto dell'umanista Giovanni Bernardino Bonifacio Duca di Oria

Nel 1455 Giacomo Dell'Antoglietta cedette il casale. insieme a Francavilla Fontana, a Giovanni Antonio Orsini Del Balzo in cambio di vasti possedimenti a Fragagnano.
Il 7 settembre del 1500 Federico d'Aragona concesse il possesso del marchesato di Oria a Roberto Bonifacio, che aggiunse col successivo acquisto del 1517 Francavilla e Casalnuovo (Manduria). Il duca di Oria Giovanni Bernardino Bonifacio, umanista italiano vicino al pensiero di Erasmo da Rotterdam venne successivamente perseguitato dall'inquisizione e costretto a rifugiarsi prima in Francia, poi in Inghilterra e infine in Prussia, muore a Danzica nel 1597.
La famiglia genovese degli Imperiali nel XVII secolo acquistò insieme alla torre dell'Antoglia anche la fortezza medievale di Monte Castelli, trasformandola in residenza estiva ed impiantando nel territorio una stazione per l'allevamento di cavalli di razza murgese. Mentre l'abitato del Monte Fellone e di Monte Scotano rimanevano sotto al dominio del Duca di Ceglie. Nel 1755 Michele Imperiali Juniore affida temporaneamente ad Antonio d'Arco i castelli in qualità di castellano. Il duca di Monteiasi e intendente di Terra d'Otranto, Gioacchino Ungaro, economista e letterato, nell'anno 1793 acquistò le masserie Pezza della Corte e Antoglia, insieme alla zona dei Castelli. I terreni vennero concessi in piccoli lotti ai braccianti dei paesi vicini e si andò creando un consistente nucleo abitato intorno al castello sorto sull'antica fortificazione, che fu ristrutturato ed adibito a palazzo ducale.. Il 20 febbraio 1799 i cannoni presenti a Castelli furono prelevati da una truppa di 39 individui armati per organizzare la difesa antirivolzionaria di Francavilla città monarchica contraria alla Repubblica Napoletana proclamata il 23 gennaio.
Con l'influenza rivoluzionaria prima e napoleonica poi, l'aristocrazia perde gran parte dei suoi privilegi e nel 1808 sono approvate le Leggi eversive della feudalità da parte di Giuseppe Bonaparte. Il duca Ungaro continuò l'attività di riorganizzazione del borgo e trasformò le stalla del castello in una cappella dedicata al s. Crocefisso, che nel 1830 venne eretta in parrocchia succursale.
L'economia del borgo tra XVI e XVIII secolo si fondava prevalentemente sulla pastorizia e sull'agricoltura e ruotava intorno a masserie fortificate. Fenomeno importante per le attività commerciali era la transumanza, con lo spostamento di greggi e mandrie dalla Valle d'Itria al Salento attraverso le Murge. In occasione del passaggio dei mandriani si organizzavano fiere annuali. Nel territorio comunale sono ancora presenti una serie di antichi tratturi e un noto carraro delle vacche al confine.

### Età contemporanea

Corso Vittorio Emanuele

Per tutta la durata del Regno di Napoli, il Monte Castello rimase in Feudo di Francavilla, per quanto la composizione dell'antico centro, un dedalo di stradine e trulli, erano opera dei Cegliesi che qui si erano trapiantati, i quali avevano permesso la grande crescita demografica e culturale della frazione. 
Il 12 gennaio 1818 nel territorio dei "Castelli" il prete brigante Ciro Annicchiarico, anche noto come Papa Ciro, promotore di una "Repubblica salentina" e fondatore della "setta dei decisi", una società armata in veste repubblicana e carbonara, disarmò i fucilieri reali borbonici che si recavano ad Ostuni.
Il 22 maggio 1830 Villa Castelli veniva citata in una lettera del vicario generale, l'arcidiacono Giuseppe Lombardi, difatti la parrocchia, succursale della Matrice di Francavilla, costituiva l'unico caso diocesano di chiesa di campagna creata per far fronte alle esigenze spirituali di un buon numero di abitanti che si erano stabiliti nel territorio tra Ceglie e Francavilla sino a diventare un vero centro urbano.
Nel 1871 un padre cappuccino nominato parroco presentò richiesta presso la provincia di Terra d'Otranto del passaggio della frazione di Villa Castelli dal comune di Francavilla Fontana a quello di Grottaglie.
Nel censimento del 1871 si contano 116 fuochi. La struttura economica del territorio in età post-unitaria si fonda su produzioni agricole e manifatturiere, difatti è costituito quasi totalmente da contadini (piccoli proprietari e braccianti) e da filatrici.
Le richieste per la formazione di un comune indipendente partirono dal 1919 con la formazione di un apposito comitato, con alla guida i "Democratici e Liberali". Gli scontri verbali durante le sedute del consiglio comunale di Francavilla diventarono sempre più accesi. In seguito alla delibera della Camera dei deputati del Regno d'Italia in data 25 maggio del 1923 partì ufficialmente l'iter per l'autonomia comunale. La tensione con il capoluogo Francavilla culminò con manifestazioni di piazza del giorno della Pasquetta del 1925. I residenti di Monte Fellone e di Specchia Tarantina, oggi frazioni del comune di Martina Franca, e di Mannara, frazione che tuttora segna il confine con Grottaglie permisero di raggiungere la quota di 4000 votanti. L'istituzione del nuovo comune fu ufficializzata nel 1926 con la consegna dello stemma araldico comunale. Fu nominato primo amministratore il Podestà Cav. Raffaele Ostillio di Taranto.
Il 17 luglio del 1980, durante una manifestazione contro il caporalato, i caporali dopo ripetute minacce di morte tentarono di investire i lavoratori e i sindacalisti di Villa Castelli e il 21 luglio otto caporali armati di pistola aggredirono i sindacalisti della CGIL e assaltarono la sede locale del sindacato.
Nel 1994 l'amministrazione comunale guidata dalla Democrazia Cristiana viene sciolta con l'arresto del sindaco. 
Nello stesso anno Pietro Alò del Partito della Rifondazione Comunista viene eletto al Senato della Repubblica nella lista dell'Alleanza dei Progressisti guidata da Achille Occhetto, segretario del Partito Democratico della Sinistra.
Nel novembre 2002 i rappresentanti della CGIL di Brindisi e Villa Castelli furono oggetto di minacce ed intimidazioni che portarono ad interrogazioni parlamentari al Ministro dell'interno e al Ministro del Lavoro.

### Simboli
Lo stemma araldico comunale è stato ufficializzato con regio decreto del 6 settembre 1928.
d'azzurro e verde, al castello d'argento finestrato di nero merlato e turrito di due, addestrato da Olivo al naturale. Le due fronde, una d'olivo e l'altra dell'albero della ghianda”..
(R.D. 6 settembre 1928)
Il gonfalone, concesso con regio decreto del 20 novembre 1930, è costituito da un drappo di azzurro.

## Monumenti e luoghi d'interesse

### Castello

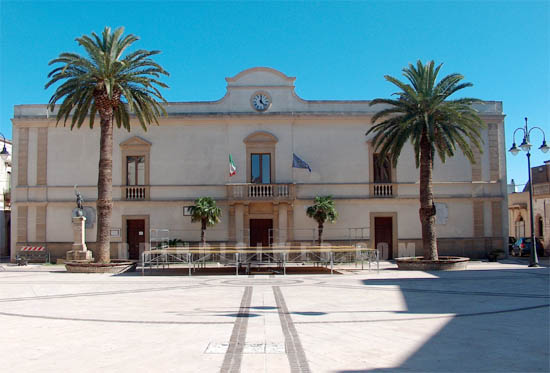
Il castello, attuale palazzo municipale

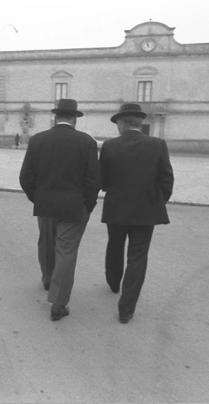
Il castello, foto d'epoca

La più antica torre di età medievale è attribuibile al processo di fortificazione del feudo sottoposto al controllo di Oria, promosso dalla famiglia Dell'Antoglietta (che al tempo portava il nome di de Nantoil o de Nanteuil) dal 1307. Il castello domina dall'alto dell'ultimo colle delle Murge la pianura salentina. Si tratta di una residenza castellana in tufo è stata più volte rimaneggiata. La torre è stata ristrutturata, ampliata ed adibita a fortificazione nel 1450 dal principe Giovanni Antonio Orsini Del Balzo. Passò quindi al marchese di Oria Giovanni Bernardino Bonifacio, nel XV secolo. Nel XVIII secolo la famiglia Imperiali acquistò la fortificazione, caduta in stato di abbandono già nel XVI secolo, trasformandola in residenza estiva e impiantando un allevamento di cavalli di razza murgese. Con il passaggio alla famiglia Ungaro la fortificazione fu adibita a palazzo ducale. In seguito il castello venne affidato al castellano Antonio d'Arco.. Sono ancora visibili caratteristiche di età tardo-medievale e rinascimentale. Conservò sino alla fine del XVIII secolo le merlature ed i cannoni, successivamente rimossi. Nel 1822 parte delle scuderie fu utilizzata per la realizzazione di una cappella, dedicata al Santissimo Crocifisso. Nel 1830 la chiesa venne elevata a parrocchia e consacrata dal vescovo di Oria. Nel corso del Novecento l'edificio è stato adibito a caserma ed a scuola. Parzialmente ristrutturato è oggi sede del municipio, della galleria d'arte comunale e del museo archeologico municipale. Una piccola porzione della struttura è di proprietà privata, mentre la parrocchia detiene un'ala del castello in fase di restauro. La facciata settentrionale è stata più volte rimaneggiata, mentre quella meridionale conserva, totalmente inglobato nel complesso architettonico, l'antico mastio, oggi sede della Sala del Consiglio.

#### Monumento ai caduti
In piazza Municipio sul lato frontale del castello è posto un monumento in stile liberty, raffigurante Nike dea della Vittoria, in memoria dei concittadini caduti al fronte durante la prima guerra mondiale.

### Torre Antoglia
Si tratta di una torre merlata del XIV secolo protetta da alte mura di corte. Venne costruita dalla famiglia feudataria dei de Nanteuil, il cui ramo in Puglia prese poi il nome di dell'Antoglietta, come parte del complesso sistema difensivo di Oria e Francavilla Fontana. La torre venne ampliata nel corso del XVIII secolo con la costruzione di stalle indipendenti, di una porta nuova, di una villa rustica e di una masseria.

### Chiesa dell'Immacolata

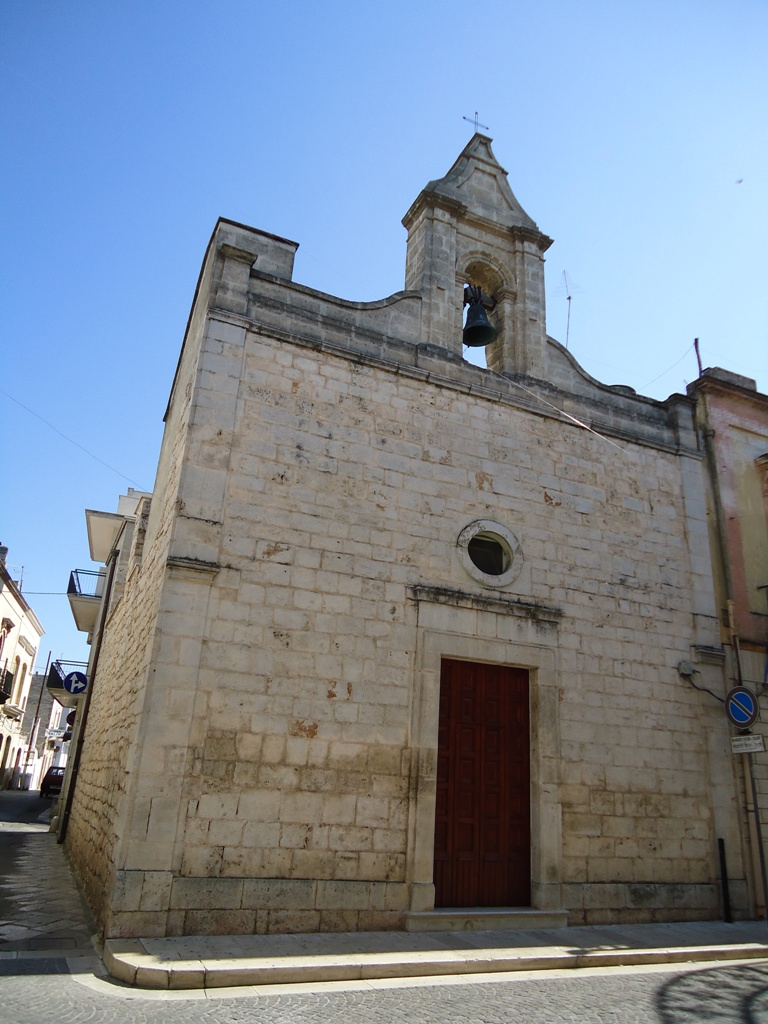
Chiesa dell'Immacolata

Eretta nel 1823 e dedicata a santa Filomena di Roma, si colloca lungo corso Vittorio Emanuele II. Con l'istituzione del dogma dell'Immacolata Concezione di Maria, proclamato da papa Pio IX nel 1854, nacque nel 1893 anche a Villa Castelli, la confraternita dell'Immacolata, alla quale si aggiunsero il terz'ordine Francescano e l'istituto delle Figlie del Sacro Cuore di Gesù. La chiesa venne acquistata dai confratelli nel 1894 e donata alla diocesi di Oria. Nel 1896 erano presenti un unico altare e tre statue dedicate a san Francesco d'Assisi, santa Filomena di Roma e santa Maria Immacolata. Nel 1917 la cappella laterale fu dedicata a sant'Antonio da Padova con la costruzione di un ulteriore altare e la collocazione di una statua del santo di Padova.
L'edificio è costruito in muratura in pietra calcarea. La chiesa è dotata di portale unico dominato da un rosone circolare e di un campanile a vela sormontato da un timpano. La pianta è a croce latina, con un'unica navata coperta da volte a crociera. Le caratteristiche architettoniche nel complesso richiamano lo stile delle chiese delle Murge e della Valle d'Itria.

### Chiesa s. Vincenzo de Paoli

Chiesa di San Vincenzo de' Paoli

I lavori per la Chiesa Nuova iniziano nel 1898 la costruzione viene realizzata attraverso donazioni private con un forte contributo di tre razionali a cui si sommano piccole cifre offerte dal resto della popolazione e lavoro volontario. 
La costruzione risentì di notevoli ritardi e si registrarono una serie di disavanzi di fondi. Progettata dall'ingegnere Luca di Castri in stile eclettico e intitolata a san Vincenzo de Paoli nel 1938.
L'elevato è costruito in tufo e in pietra di mazzaro, con ornamenti in pietra bianca. La facciata è scompartita da contrafforti, che seguono la divisione interna in tre navate, ed è dotata di tre portali. Nella parte alta al centro è un rosone affiancato da trifore. La pianta è a croce latina, con tre navate, quella centrale e il transetto coperte da una volta a botte, mentre volte a crociera coprono le navate laterali, poggiando su piloni cruciformi. Il campanile è inserito sul lato orientale con cuspide accentuata e richiama le forme del gotico. La cupola è rivestita in mattonelle policrome.

Corso Vittorio, foto d'epoca

### Chiesa del Crocefisso
È la più antica struttura religiosa del centro abitato. Nel 1822 parte delle scuderie fu utilizzata per la realizzazione di una cappella, dedicata al Santissimo Crocifisso. Nel 1830 la chiesa venne elevata a parrocchia e consacrata dal vescovo della Diocesi di Oria. L'ala del castello che la circonda venne concessa all'uso dal duca Carlo Ungaro all'arcidiocesi di Taranto in cambio della celebrazione delle messe in suffragio dei suoi antenati nella cattedrale di San Cataldo. Nel periodo di attività contava oltre all'altare maggiore altri cinque altari e dieci statue. La chiesa misura 21x10,5 m. ed è dotata di due piccole cappelle ed una sagrestia. Attualmente chiusa al culto, ospita sporadicamente attività socio-culturali.

### Santuario del Calvario

santuario del calvario

Ai piedi del Montecalvario, sul quale sorge il palazzo ducale, è presente un santuario che ospita una statua del Cristo nel sepolcro.

### Gravina

vecchi trulli di una volta a Villa Castelli

Gravina e Viadotto dell'Impero

Il comune è attraversato da una gravina parte del Parco naturale Terra delle Gravine, oggetto di continui lavori di rivalutazione e recupero a partire dal 1990 al 2010 e area protetta dal 2005. Oggi costituisce il giardino botanico comunale. Al centro della gravina, sul versante occidentale, si trova un frantoio ipogeo, il frantoio del ducale risalente al XVIII secolo e realizzato nelle grotte della gravina.

### Ponte vecchio
Negli anni trenta la gravina venne superata da un ponte a nove arcate in pietra, realizzato da maestranze locali. L'obiettivo era quello di aprire un nuovo fronte di urbanizzazione per il comune. La zona di espansione Lizzito viene subito dotata di una scuola elementare e di una caserma.

### Borgo dei trulli

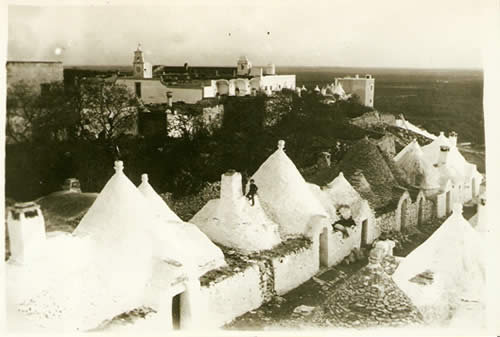
il borgo originario, in alto il castello

Sino agli inizi del 900, come in Alberobello, il centro abitato di Villa Castelli era costituito prevalentemente da trulli. Il Borgo dei Trulli, di cui oggi restano poche costruzioni e gli altri trulli furono purtroppo demoliti per dar spazio a moderne case e palazzine, stessa analogia ma in minoranza anche ad Alberobello, si sviluppava in Via Masaniello (oggi Via delle Rose) e Largo Chiesa Vecchia, a questi si aggiungeva un secondo nucleo in via della Rupe tarpea a ridosso della gravina e un terzo a nord nel Rione Belvedere in via Alfieri e via Seneca. L'assetto urbanistico, sino ai primi del Novecento, è totalmente diverso dall'attuale. Corso Vittorio Emanuele e Piazza Municipio erano zona agricola e il borgo si arroccava sul Monte Castello.

### Costruzioni rurali
Sono presenti alcune cappelle rupestri e numerose cappelle votive costruite sul ciglio delle strade, per lo più erette tra l'inizio dell'Ottocento e gli inizi del secolo successivo.

### Masserie
Nel territorio si trovano numerose masserie, alcune delle quali fortificate:
- "Antoglia" Torre medievale del XIV secolo.
- "Fallacchia", che conserva tracce delle originarie strutture difensive. Qui venne ambientata l'opera teatrale Niccu Furcedda dello scrittore settecentesco Girolamo Bax[53].
- "Sciaiani Piccola", risalente al XVIII secolo e trasformata in agriturismo: si tratta di un aggregato di trulli e pagliai che ruotano intorno ad una struttura leggermente più grande. In cima ad alcuni dei trulli della masseria sono presenti pinnacoli a stella di David.
- "Puledri", ampliata nel XVIII secolo[54], prevalentemente attiva in passato nell'ambito dell'allevamento di cavalli.
- "Montescotano" nei pressi dell'omonimo colle, i cui terreni sono citati in atti notarili del XVII secolo relativi a Ceglie Messapica[55]
- Altre masserie fortificate di "Abate Carlo", "Carnevale", San Barbato, "Renna", "Tagliavanti" e "Sant'Eramo".
- Masseria Sciaiani Piccola e Grande.

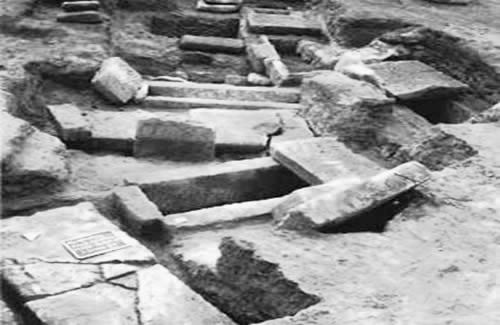
Necropoli di Pezza Petrosa

### Orologi

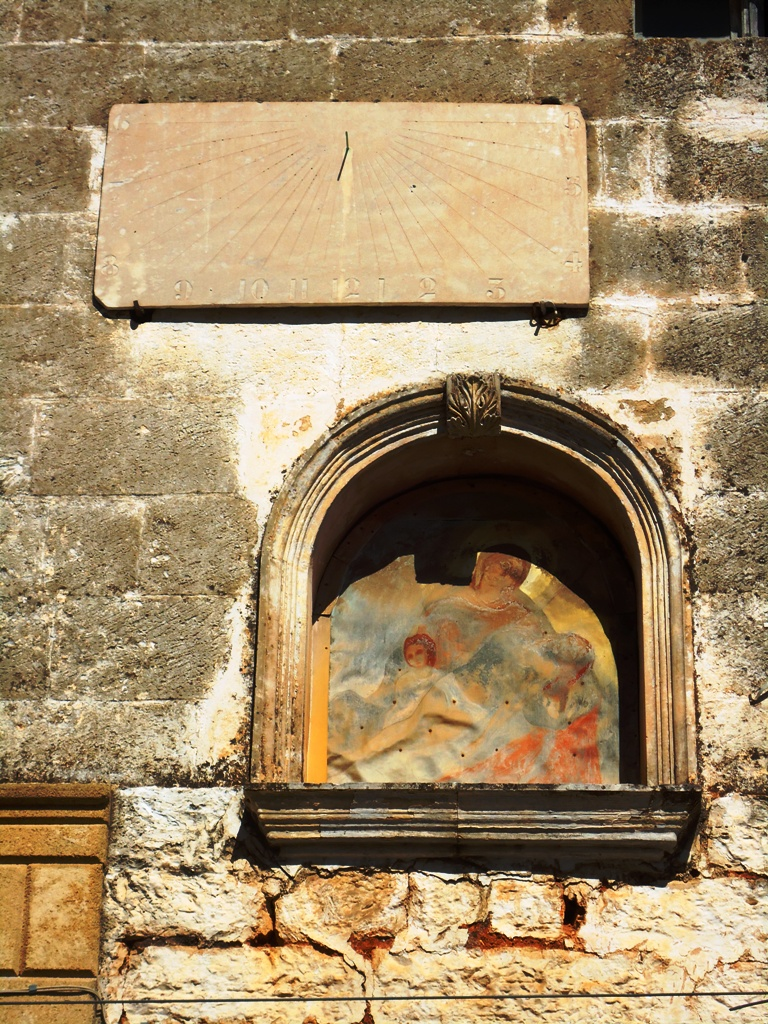
Meridiana sovrastante edicola votiva

- Torre dell'orologio risalente ai primi del Novecento e inglobata nella facciata del palazzo municipale
- Torre dell'orologio risalente ai primi del Novecento, inglobata nella facciata della scuola elementare in piazza Ostillio.
- Meridiane di fattura ottocentesca, la più nota è sita in via Fratelli Bandiera.

### Siti archeologici
- La necropoli di Pezza Petrosa a circa 2 km dal centro, sulla strada provinciale Villa Castelli - Grottaglie.
- La sala delle lucerne è in località Monte Scotano a circa 1,5 km dal centro sulla strada provinciale Villa Castelli - Ceglie Messapica
- Necropoli di Pezza le Monache circa 1,5 km dal centro sulla strada provinciale Villa Castelli - Grottaglie.
- La grotta di Monte Fellone è nell'omonima località a circa 5 km dal centro sulla strada provinciale Villa Castelli - Martina Franca

## Società

### Evoluzione demografica
Abitanti censiti

### Etnie e minoranze straniere
Secondo i dati ISTAT al 31 dicembre 2014 la popolazione non italiana residente era di 293 persone (119 maschi e 174 femmine), pari al 3,16% della popolazione residente. Le nazionalità maggiormente rappresentate e la percentuale sul totale della popolazione residente erano:
- Romania: 127 - 1,37%
- Albania 123 - 1,33%
- Cina 10 - 0,1%
- India 6 - 0,06%
- Camerun 6 - 0,06%

### Lingue e dialetti
Il dialetto castellano rientra nei dialetti apulo-baresi tipici della Valle d'Itria e della Murgia, il dialetto del centro deriva direttamente dal dialetto di Ceglie,conservandone assonanze e vocabolario sintomo del processo di popolamento del nucleo castellano da parte dei Cegliesi già dal primo Ottocento.Caratteristiche tipiche sono: il richiamo a forme volgari dello spagnolo e del francese di età moderna (esempio della vicinanza al francese è la "ǝ").Nel 2005, con il patrocinio dell'Amministrazione Provinciale di Brindisi, è stato pubblicato il "Vocabolario del dialetto di Villa Castelli", a cura di Angelo Giuseppe Chirulli.

### Tradizioni e folclore
- Pizzica

La pizzica è un'antica tradizione locale, di cui viene riconosciuto il valore culturale. Diffusa in passato anche nella sua variante a scherma che, danzata con un'arma, simulava il duello. Nella variante tarantata costituiva il principale accompagnamento del rito etnocoreutico del tarantismo. Il maggiore esponente della pizzica di Villa Castelli è il cantore-pastore Vito Nigro.
- Festa patronale

La festa patronale si svolge il 2 ottobre a cui di solito si aggiunge un concerto nella serata del 3 ottobre.
Il 1º ottobre si svolge la 'fiera del bestiame', nel rione Belvedere, ed in serata si svolge un concerto bandistico in Piazza Municipio.

### Musei

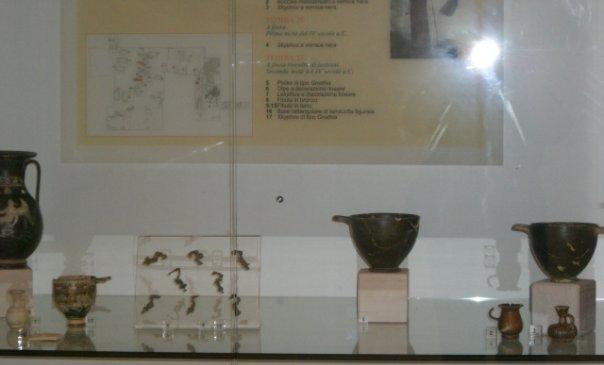
Museo civico, ceramiche risalenti al IV secolo a.C.

- Il Museo civico comunale, realizzato dopo la ristrutturazione di un'ala del castello, conserva principalmente di reperti archeologici risalenti al IV secolo a.C.
- La Galleria d'arte municipale è stata realizzata all'interno del castello e ospita una collezione di tele prevalentemente del XX secolo.
- Il Museo industriale idroelettrico, in contrada Centrale, conserva intatte le strumentazioni e le turbine della vecchia centrale idroelettrica di Villa Castelli.[61]

### Centro di educazione ambientale
Costruito nei pressi della gravina, è stato concepito come luogo di educazione al rispetto delle risorse naturali e all'approfondimento delle conoscenze relative alla biodiversità dell'ecosistema mediterraneo in collaborazione con il comune di Grottaglie e con Legambiente. Attualmente ospita al suo interno la biblioteca comunale, che conta circa 2000 volumi, che attualmente non prevede orari di apertura al pubblico.

### Centro Don Tonino Bello
Aperto nel 2009 presso l'ex macello comunale, è una struttura di accoglienza e cura delle donne violate.

#### Piatti e prodotti tipici
- Taralli[63]
- Purè di fave[64]
- Orecchiette[65]
- Fichi secchi detti anche ' fíchǝ ‘mmarǝtǟtǝ '[66]
- Lampascioni sott'olio di oliva
- Fegatini detti anche 'gnummarièddǝ: involtini di interiora (fegato e polmone) strette all'interno del budello di agnelli. Sono legati al tradizionale allevamento di ovini
- Sanguinaccio insaccato di sangue di maiale simile al Blood sausage inglese.
- Purceddhruzzi
- Pettole
- Dolci di pasta di mandorla
- Frisella dette 'spaccatelle'
- Cartellate: dei nastri di una sottile sfoglia di pasta, ottenuta con farina, olio e vino bianco, avvolta su sé stessa sino a creare una forma che somiglia ad una sorta di rosa, con cavità ed aperture, che poi verrà fritta in abbondante olio d'oliva. Questa specialità è tipica del periodo natalizio.[67]

#### Vino e olio
A Villa Castelli non sono presenti colture uva da vino, le cantine locali vinificano uve provenienti dai territori circostanti.
- olio di oliva Collina di Brindisi DOP[68]
- Aleatico di Puglia riserva DOC.
- Brindisi rosso DOC.
- Ostuni Ottavianello DOC.
- Martina Franca Bianco DOC
- Primitivo del Salento DOC.

## Economia
L'economia di Villa Castelli è prevalentemente basata sul settore primario, in particolare sull'olivicoltura e di alberi da frutto, specialmente mandorli. Al tradizionale allevamento di cavalli di razza murgese, presente dal XVII secolo ma ormai quasi del tutto abbandonato si aggiunge nelle masserie l'allevamento di ovini e caprini. Nel settore artigianale si perpetua la tradizionale costruzione di muratura a secco e dei trulli.
Nell'industria prevalgono gli oleifici e gli stabilimenti vinicoli. Per la produzione di elettricità a Villa Castelli si trovano un consistente impianto eolico installato in contrada Renna, a cui si aggiunge la centrale idroelettrica in contrada Battaglia. Questa fa parte dell'Acquedotto Pugliese, è posta al terminale del Canale Principale e all'inizio del Grande Sifone Leccese ed è stata aperta nel 1939, disponendo di due turbine Francis da 975 kW ciascuna. Ha funzionato fino al 1971 quando l'entrata in esercizio dell'Acquedotto del Pertusillo ridusse le portate idriche, ma nel 2009 è rientrata in servizio venendo alimentata da una turbina Pelton a 3 getti con potenza di 450 kW.

### Eventi
- Fiera, 1º ottobre, in rione Belvedere.
- Rievocazione della Milano-Taranto (luglio).

## Infrastrutture e trasporti

### Collegamenti stradali
- Strada statale 7 Via Appia
- strada provinciale Villa Castelli - Martina Franca
- strada provinciale Villa Castelli - Grottaglie
- strada provinciale Villa Castelli - Francavilla Fontana
- strada provinciale Villa Castelli - Ceglie Messapica
- Dal 2010 il comune è attraversato dalla pista ciclabile della Regione Puglia che si sviluppa attraverso i comuni di Ostuni, Martina Franca, Ceglie Messapica, Alberobello, Locorotondo, Villa Castelli e Grottaglie, realizzata in collaborazione con l'Acquedotto pugliese

### Trasporti pubblici
- il territorio è servito dai trasporti pubblici su bus delle società STP (Brindisi), CTP e Ferrovie del Sud Est
- Stazione di Villa Castelli distante 7 km dal centro abitato, ma è in disuso.

## Amministrazione
Di seguito è presentata una tabella relativa alle amministrazioni che si sono succedute in questo comune.
| Periodo           | Periodo           | Primo cittadino           | Partito                                         | Carica      | Note   |
| ----------------- | ----------------- | ------------------------- | ----------------------------------------------- | ----------- | ------ |
| 30 luglio 1985    | 26 luglio 1990    | Giuseppe Nigro            | Democrazia Cristiana                            | Sindaco     | [ 70 ] |
| 26 luglio 1990    | 28 dicembre 1994  | Alessandro Neglia         | Partito Popolare Italiano, Democrazia Cristiana | Sindaco     | [ 70 ] |
| 25 gennaio 1995   | 24 aprile 1995    | Clara Minerva             |                                                 | Comm. pref. | [ 70 ] |
| 24 aprile 1995    | 14 giugno 1999    | Vitantonio Caliandro      | lista civica                                    | Sindaco     | [ 70 ] |
| 14 giugno 1999    | 14 giugno 2004    | Vitantonio Caliandro      | lista civica                                    | Sindaco     | [ 70 ] |
| 14 giugno 2004    | 8 giugno 2009     | Francesco Nigro           | lista civica                                    | Sindaco     | [ 70 ] |
| 8 giugno 2009     | 28 maggio 2014    | Francesco Nigro           | lista civica                                    | Sindaco     | [ 70 ] |
| 10 febbraio 2010  | 23 settembre 2009 | Francesco Nigro           | lista civica                                    | Sindaco     | [ 70 ] |
| 23 settembre 2009 | 10 febbraio 2010  | Maria Antonietta Olivieri |                                                 | Comm. pref. | [ 70 ] |
| 10 febbraio 2010  | 28 maggio 2014    | Francesco Nigro           | lista civica                                    | Sindaco     | [ 70 ] |
| 28 maggio 2014    | 30 maggio 2019    | Vitantonio Caliandro      | lista civica                                    | Sindaco     | [ 70 ] |
| 30 maggio 2019    | in carica         | Giovanni Barletta         | lista civica                                    | Sindaco     | [ 70 ] |

### Gemellaggi
- Kalyvia Thorikou (Καλύβια Θορικού)
- Novara (la città di Novara ha intitolato a Villa Castelli i giardini del quartiere Torrion Quartara)[71]
- Lakka Souliou (Σουλίου Λάκκα) (Interreg III Italia - Grecia)
- Grottaglie

## Sport
A Villa Castelli sono presenti varie società sportive, in particolare il Villa Castelli Calcio, militante in Prima Categoria nella stagione 2023/2024. Inoltre si aggiunge un’altra disciplina sportiva molto praticata e molto amata ovvero il ciclismo rappresentata dal Team Bike Villa Castelli ASD. È presente anche una palestra di arti marziali praticata dall'ASD Team Fighters Villa Castelli che nel maggio 2021 si è classificata 1ª in Puglia e 7° in Italia su 100 palestre nei campionati italiani di kickboxing della Federkombat Italia.